# Претсел, Ричард
Ри́чард Пре́тсел (англ. Richard Pretsel) — шотландский кёрлингист.
В составе мужской сборной Англии участник двух чемпионатов мира (лучший результат — шестое место в 1981), чемпионата Европы 1981 (заняли седьмое место). Двукратный чемпион Шотландии среди мужчин.
Играл в основном на позиции первого.

## Достижения
- Чемпионат Шотландии по кёрлингу среди мужчин: золото (1981, 1982).

## Команды
| Сезон   | Четвёртый      | Третий       | Второй       | Первый         | Запасной             | Турниры                      |
| ------- | -------------- | ------------ | ------------ | -------------- | -------------------- | ---------------------------- |
| 1980—81 | Колин Хэмилтон | У. Майкл Дик | Дэвид Рэмзи  | Ричард Претсел |                      | ЧШМ 1981 · ЧМ 1981 (6 место) |
| 1981—82 | Колин Хэмилтон | У. Майкл Дик | Дэвид Рэмзи  | Ричард Претсел |                      | ЧЕ 1981 (7 место)            |
| 1981—82 | Колин Хэмилтон | Дэвид Рэмзи  | У. Майкл Дик | Ричард Претсел | тренер: Чак Хэй (ЧМ) | ЧШМ 1982 · ЧМ 1982 (7 место) |

(скипы выделены полужирным шрифтом)